# 유경 (상중경후)
유경(劉敬, ? ~ ?)은 전한 후기의 제후로, 조경왕의 증손이다.

## 행적
아버지 유종의 뒤를 이어 상중후(桑中侯)에 봉해졌다. 시호를 경(頃)이라 하였고, 후사를 남기지 못하고 봉국이 폐지되었다.

## 출전
- 반고, 《한서》 권15하 왕자후표 下

| 선대 아버지 상중절후 유종 | 전한의 상중후 ? ~ ? | 후대 (봉국 폐지) |